# (2448) Sholokhov
(2448) Sholokhov (pronunciado Shólojov) es un asteroide perteneciente al cinturón de asteroides, descubierto el 18 de enero de 1975 por la astrónoma soviética Liudmila Chernyj desde el Observatorio Astrofísico de Crimea (República de Crimea, Rusia).

## Designación y nombre
Designado provisionalmente como 1975 BU. Fue nombrado en homenaje al escritor soviético Mijaíl Shólojov.